# Îlot Sa Pagliosa
L'Îlot Sa Pagliosa (en italien Isolotto Sa Pagliosa) est une île italienne rattachée administrativement à Bosa, commune de la province d'Oristano, en Sardaigne.

## Description
L'îlot, inhabité, est situé à une cinquantaine de mètres de la côte sarde.